# Koira Tagui (Niamey)
Koira Tagui (auch: Foulan Koira) ist ein Stadtviertel (französisch: quartier) im Arrondissement Niamey II der Stadt Niamey in Niger.

## Geographie
Koira Tagui befindet sich am nördlichen Rand des urbanen Gemeindegebiets von Niamey östlich der nach Ouallam führenden Nationalstraße 24. Die umliegenden Stadtviertel sind Dan Zama Koira im Osten, Nord Faisceau im Süden, Francophonie im Südwesten und Tchangarey im Nordwesten. Das nächstgelegene Dorf im ländlichen Gemeindegebiet ist Bossey Bongou Château im Nordosten. Koira Tagui liegt wie der gesamte Norden der Stadt in einem Tafelland mit einer weniger als 2,5 Meter tiefen Sandschicht, wodurch nur eine begrenzte Einsickerung möglich ist.
Alternative Schreibweisen des Ortsnamens sind Koiratagui, Koira Tédji, Koira Tégui, Koiratégui, Kouara Tagui, Kouaratagui, Kouara Tégui, Kouaratégui und Kwaratégui beziehungsweise Foulani Kouara, Foulan-Koira, Foulankoira, Foulankouara, Foulan Kouara, Foulankwara, Foulan-Kwara und Foulan Kwara.

## Geschichte
Der Ortsname kommt aus der Sprache Songhai-Zarma: Koira Tagui bedeutet „neues Dorf“ und Foulan Koira „Dorf der Fulbe“.
Infolge der Hungersnot in Niger 1931 zogen geschätzt 22.000 bis 23.000 Menschen nach Niamey, wo die französische Kolonialverwaltung kostenlos Lebensmittel ausgab. Diese Migration bildete die Grundlage der neuen Siedlungen Koira Tagui und Deyzeibon. Koira Tagui hatte im 20. Jahrhundert mehrere verschiedene Standorte. Die Wechsel waren vergleichsweise einfach möglich, weil die Siedlung aus Strohhütten bestand. In den 1930er Jahren lag die Siedlung im Stadtzentrum und bildete neben Gawèye, Kalley, Maourey und Zongo eines von damals fünf Stadtvierteln, aus denen sich das erst Anfang des 20. Jahrhunderts gegründete Niamey zusammensetzte. Im damaligen Koira Tagui lebten Fulbe-Schmiede und Hausa-Viehzüchter. Ein erstes Mal wurde das Stadtviertel 1931 versetzt, um Platz für den Justizpalast zu machen. Dort wurde es 1933 durch das Lyzeum ersetzt, dann 1936 durch die Radiostation. Ab 1938 befand sich Koira Tagui am nördlichen Stadtrand hinter dem Trockental Gounti Yéna, wo es längere Zeit verblieb. In den Dürrejahren 1984 und 1985 kam es zu einem starken Bevölkerungswachstum, als Fulbe-Flüchtlinge, die sich zunächst im Stadtzentrum niedergelassen hatten, hierher vertrieben wurden, um die Feuergefahr im Stadtzentrum einzudämmen. In Koira Tagui fanden sie Weideflächen und konnten Viehzucht und Ackerbau betreiben.
Ende der 1980er Jahre erreichte Koira Tagui seinen heutigen Standort im Norden, nachdem die Bevölkerung vom bisherigen vertrieben worden war, um Platz für das 1989 fertiggestellte General-Seyni-Kountché-Stadion zu machen. Die Grundstücke wurden diesmal parzelliert und vom Staat an die Bewohner verkauft. Außerdem wurden hier spezielle Zonen für Blinde und Leprakranke geschaffen. Diese gewannen die Aufmerksamkeit internationaler Hilfsorganisationen, die stark in Koira Tagui präsent wurden. Das führte wiederum dazu, dass das Stadtviertel in den Ruf kam, besonders viele Bettler zu beherbergen. Zu Beginn des 21. Jahrhunderts hatte Koira Tagui einerseits den Charakter einer Schlafstadt entwickelt, da das Wohnen im Stadtzentrum zu teuer geworden war, andererseits wurde es zu einer Durchgangsstation für Migranten aus dem Departement Ouallam, die sich in der Hauptstadt niederlassen wollten. Koira Tagui gilt als eine der bezüglich Raubüberfälle und Diebstähle gefährlichsten Gegenden von Niamey. Das Stadtviertel war 2007 einer der Spielorte der ersten Ausgabe des Open-Air-Kulturfestivals Pripalo unter der Leitung von Achirou Wagé.

## Bevölkerung
Bei der Volkszählung 2012 hatte Koira Tagui 35.784 Einwohner, die in 5563 Haushalten lebten. Bei der Volkszählung 2001 betrug die Einwohnerzahl 17.466 in 2804 Haushalten und bei der Volkszählung 1988 belief sich die Einwohnerzahl auf 6511 in 1106 Haushalten.

## Infrastruktur
In Koira Tagui gibt es ein staatliches Gesundheitszentrum (Centre de Santé Intégré), das 1986 eingerichtet wurde. Die öffentliche Grundschule Ecole primaire de Koira Tagui wurde 1992 gegründet. Die Mittelschule Collège d’enseignement général de Koira Tagui (CEG Koira Tagui) besteht seit dem Jahr 2004. Das Berufsausbildungszentrum Centre de Formation Professionnelle et Technique de Koira Tagui (CFPT Koira Tagui) bietet Lehrgänge in Metallbau, Bauingenieurwesen, Tischlerei, Automechanik und Industrieelektronik an. Im Jahr 2015 wurde der Grundstein für die Lehrerbildungsanstalt Ecole normale de Niamey gelegt.